# Museo Nacional de Artes Visuales
El Museo Nacional de Artes Visuales es la institución que alberga la mayor colección pública de pintura y escultura de Uruguay, así como una destacada selección de arte extranjero. El mismo se encuentra en el Parque Rodó de la ciudad de Montevideo.  
Tiene como misión la difusión, preservación, investigación y promoción de la cultura plástica y visual, promover, investigar y documentar la evolución del arte nacional y su historia. 
Cuenta con exposición permanente de una selección de maestros del arte uruguayo y realiza exposiciones temporarias de artistas nacionales y extranjeros.

## Historia

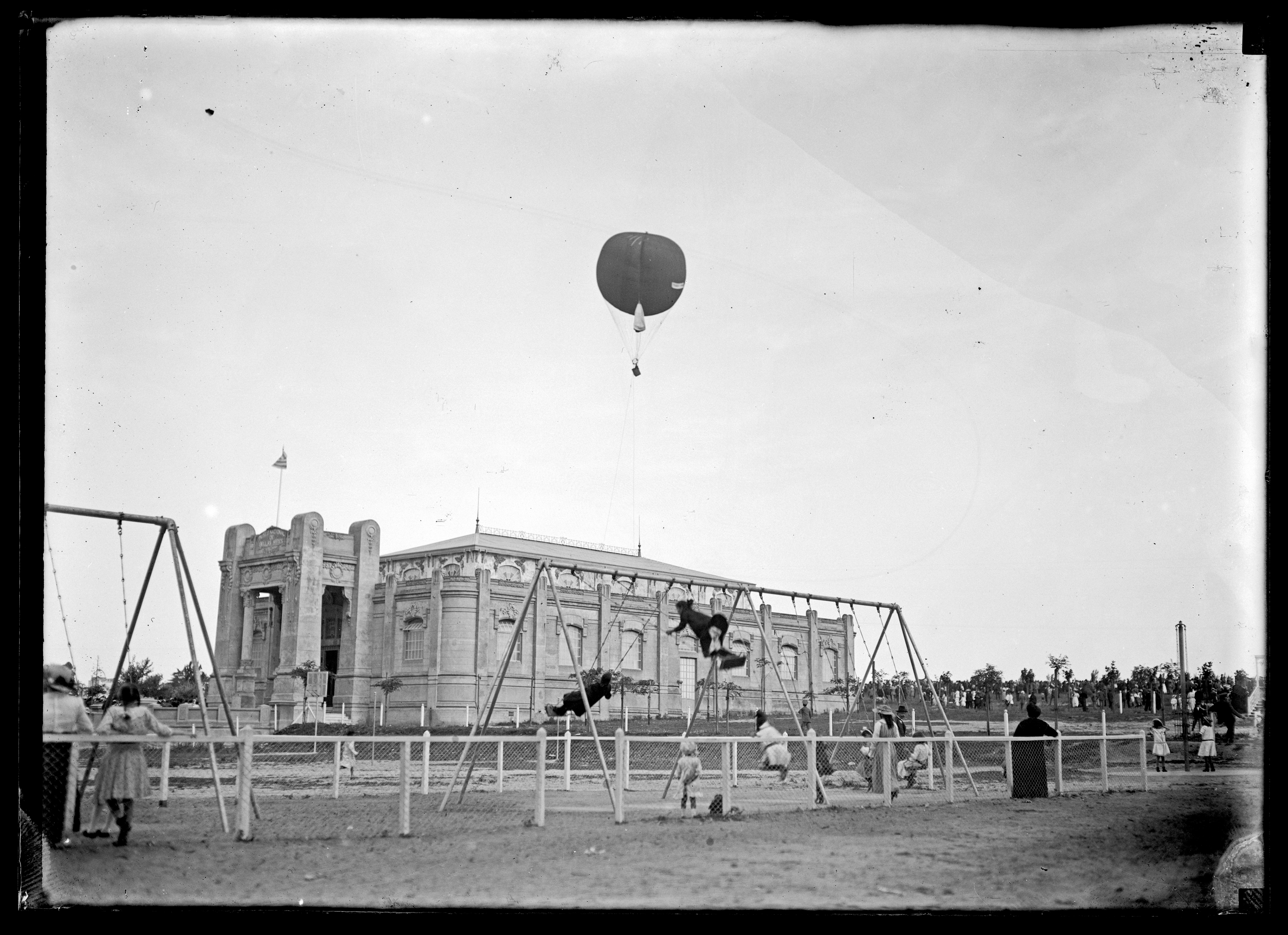
Fotografía de 1916 de la plaza de deportes n.º 3 de Montevideo, con el Museo de Bellas Artes al fondo.

Fue creado por Ley 3.932 del 10 de diciembre de 1911 como Museo de Bellas Artes. Funcionó durante un año en el ala izquierda del Teatro Solís; al año siguiente fue trasladado a un pabellón construido a finales del siglo XIX en el Parque Rodó, donde se encuentra en la actualidad. Tuvo varias reformas edilicias a lo largo de su historia, e incluso fue cerrado por un lapso de casi once años debido a este motivo (1952-1962).
La reforma sustancial fue en la década de 1970 y estuvo a cargo del arquitecto argentino Clorindo Testa. En 1986 se construyó una nueva sala en el primer piso con condiciones técnicas más modernas, dedicada a exposiciones temporarias, y en la década de 1990 el paisajista Leandro Silva Delgado y el arquitecto Fernando Fabiano crearon el jardín frontal.

## Colección
Cuenta con aproximadamente 6.500 obras, principalmente de artistas uruguayos, entre los que destacan: Rafael Barradas, Juan Manuel Blanes, José Cuneo, Pedro Figari, María Freire, Amalia Nieto, Carlos Federico Sáez, Joaquín Torres García y Petrona Viera, Hilda López, Amalia Polleri, Margaret Whyte entre muchos otros. La mayor parte de la colección del museo está compuesta por obras de artistas hombres. Solamente el 22% de las obras que se encuentran en la colección corresponden a artistas mujeres.
También posee obras de importantes artistas extranjeros como Pablo Picasso, Paul Klee, Goya, Eduardo Rosales, Pablo Serrano, entre otros. Además de sus exposiciones permanentes, muestras de sus colecciones y antológicas de artistas de su acervo, se llevan a cabo en el museo numerosas exposiciones temporarias de artistas nacionales y extranjeros.

## Salas
- Sala 1, planta baja. Superficie: 152 m²
- Sala 2, planta baja. Superficie: 1015 m²
- Sala 3, planta alta. Superficie: 110 m²
- Sala 4, planta alta. Superficie: 634 m² (descontando el hueco central que comunica a la planta baja).
- Sala 5, planta alta. Superficie: 570 m²
- Sala de Conferencias, planta baja, con una capacidad de 174 asientos. Principalmente proyectada para video y conferencias.
- Biblioteca, plata alta; enfocada al arte con más de 8.000 volúmenes.[6]
- Jardín, diseñado por el paisajista uruguayo Leandro Silva Delgado, incluye esculturas de Rimer Cardillo, Octavio Podestá y Joaquín Torres García.
- Cafetería, ubicada en el jardín.

## Directores
En sus más de cien años de historia, el MNAV solamente ha sido dirigido por una mujer, Jacqueline Lacasa, durante dos años.
| Nombre                           | Período       |
| -------------------------------- | ------------- |
| Domingo Laporte                  | 1911-1928     |
| Ernesto Laroche                  | 1928-1940     |
| José Luis Zorrilla de San Martín | 1940-1961     |
| Alberto Muñoz del Campo          | 1961-1969     |
| Ángel Kalenberg                  | 1969-2007     |
| Jacqueline Lacasa                | 2007-2009     |
| Mario Sagradini                  | 2009-2010     |
| Enrique Aguerre                  | 2010-presente |

## Obras destacadas

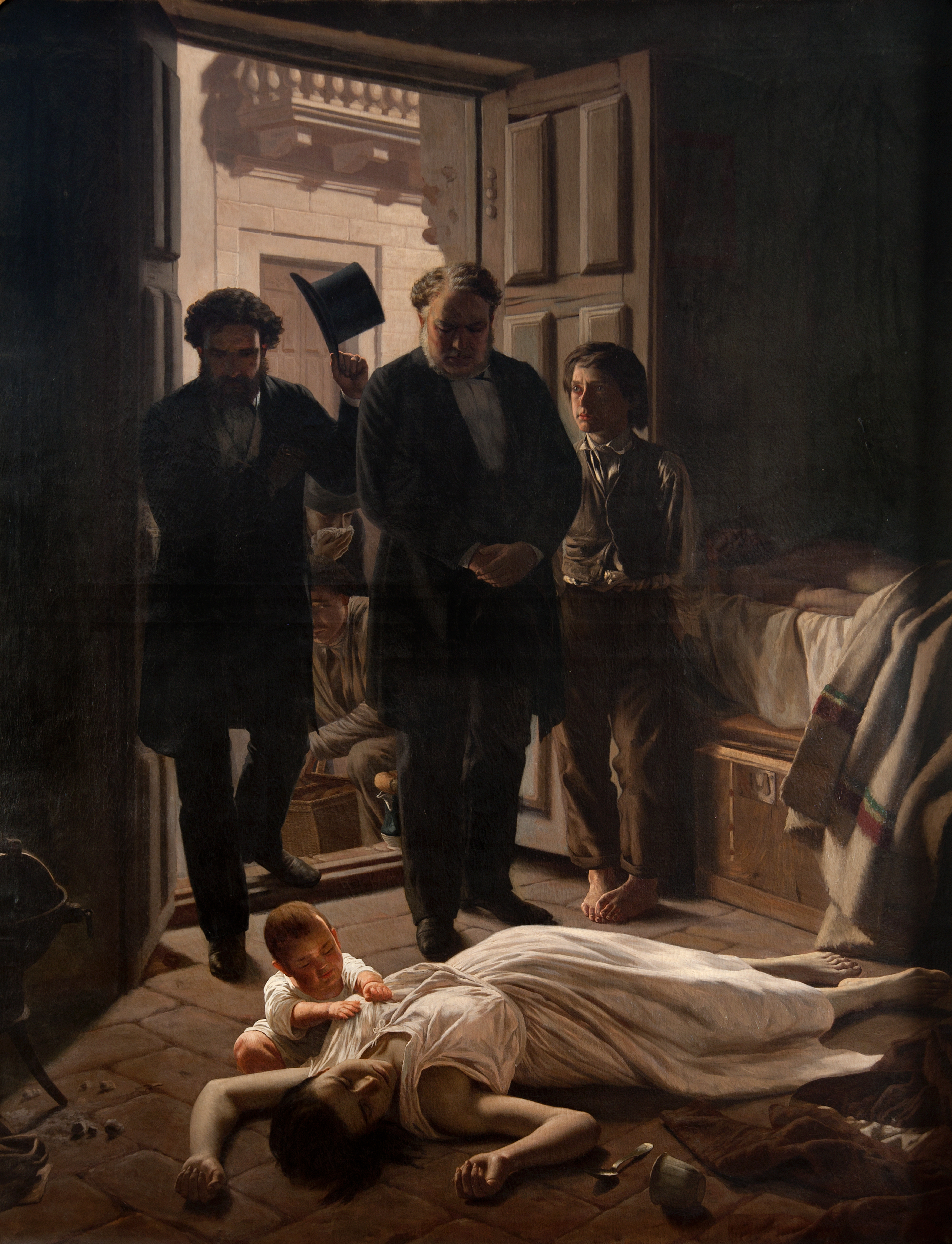
Juan Manuel Blanes, Un episodio de la fiebre amarilla en Buenos Aires (1871) Óleo sobre tela, 230 x 180 cm. Colección MNAV
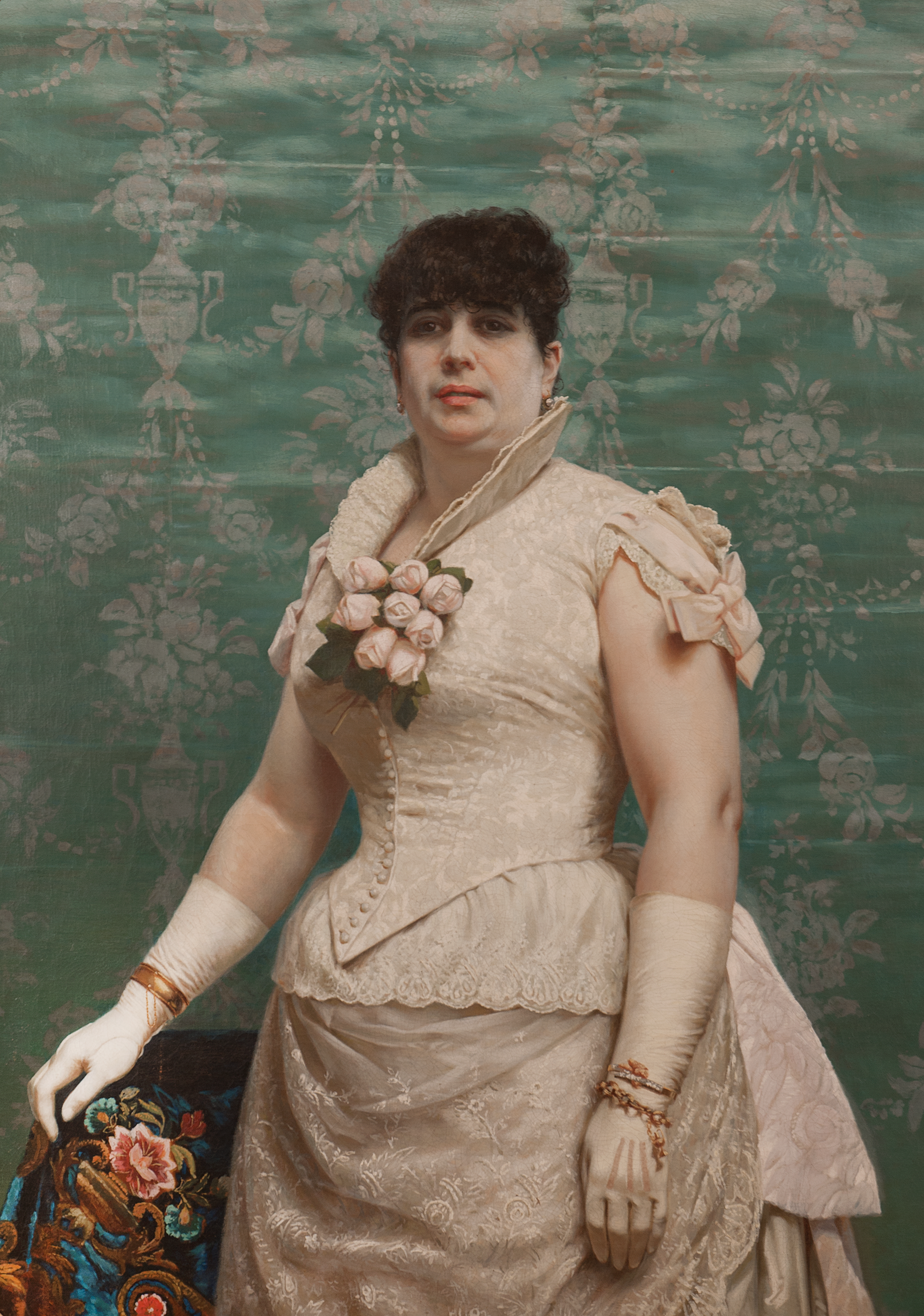
Juan Manuel Blanes, Retrato de Doña Carlota Ferreira (1883) Óleo sobre tela, 130 x 100 cm. Colección MNAV
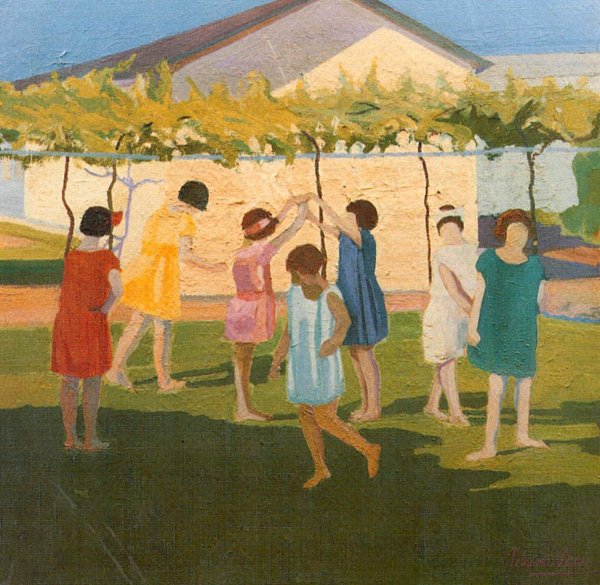
Petrona Viera, Recreo (1924) Óleo sobre tela, 86 x 90 cm. Colección MNAV
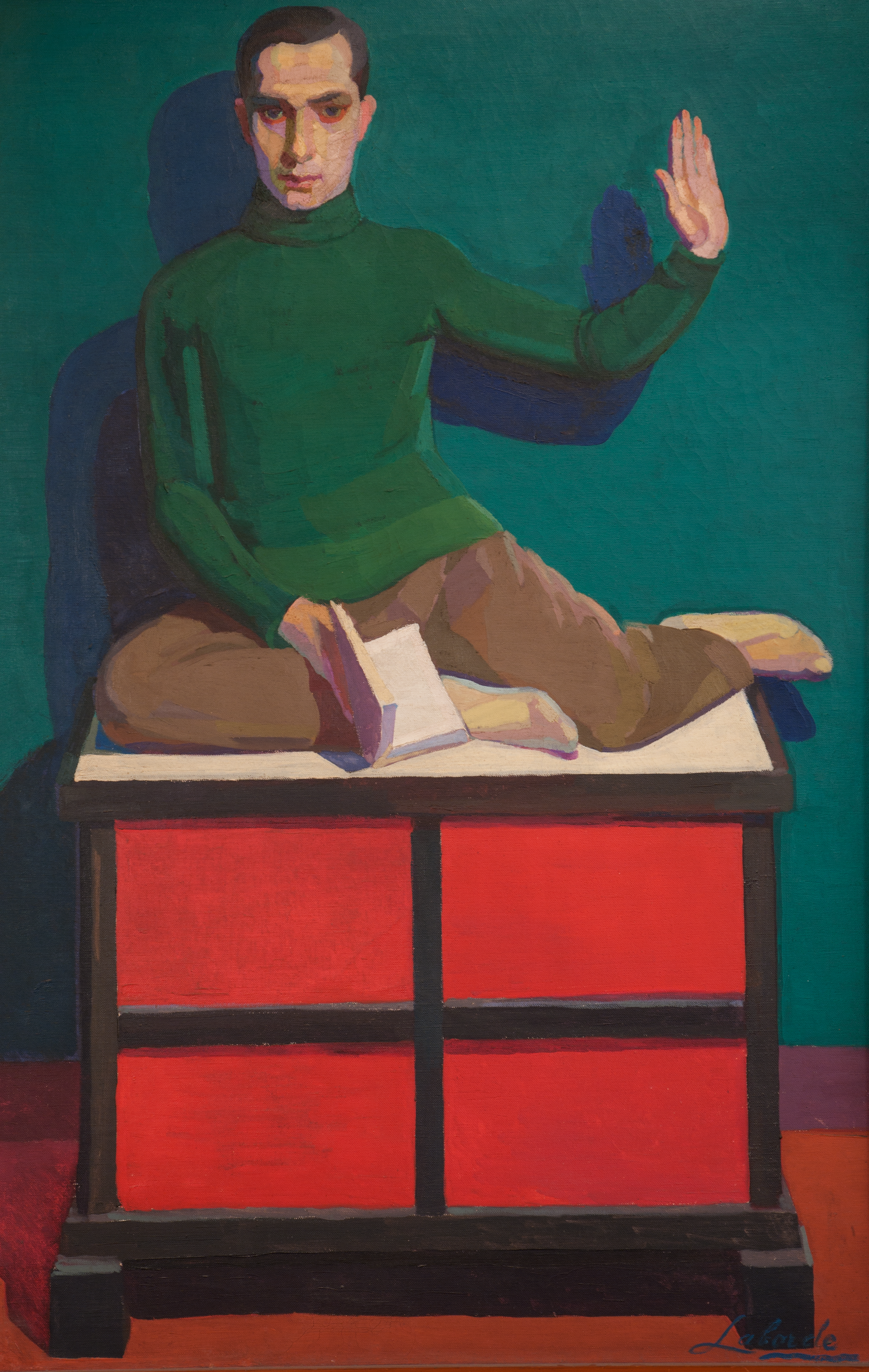
Guillermo Laborde, Retrato de Luis E. Pombo (c. 1928) Óleo sobre tela, 169 x 110 cm. Colección MNAV